# Estrada de Ribamar
A Estrada de Ribamar (MA-201) é uma rodovia estadual que liga a capital maranhense ao município de São José de Ribamar, passando também por Paço do Lumiar.

## Localização
Iniciando no bairro do Anil, em São Luís, vai até a cidade de São José de Ribamar. 
Alguns dos bairros atravessados por ela são: Anil, Aurora, Planalto e Forquilha (São Luís); Maiobinha, Vila Kiola, Vila Sarney Filho, Vila Nojosa, Vila São José, Moropoia (São José de Ribamar); Lima Verde, Maiobão, Tambaú, Paranã, Pau Deitado (Paço do Lumiar). O Cemitério Jardim da Paz, o Pátio Norte Shopping e o Wang Park também se localizam na rodovia.
A Estrada de Ribamar também funciona parcialmente como linha divisória entre os municípios de Paço do Lumiar e São José de Ribamar. No lado norte, fica Paço do Lumiar e, no lado sul, São José de Ribamar.
Diversos condomínios e edifícios têm sido construídos às margens da rodovia, um principais trechos de expansão urbana da região metropolitana, o que traz pressão ambiental às suas áreas verdes e ao rio Paciência. 
Todos os anos, no festejo de São José de Ribamar, milhares de fiéis realizam uma procissão noturna pela rodovia da Forquilha até o santuário da cidade.

## Infraestrutura

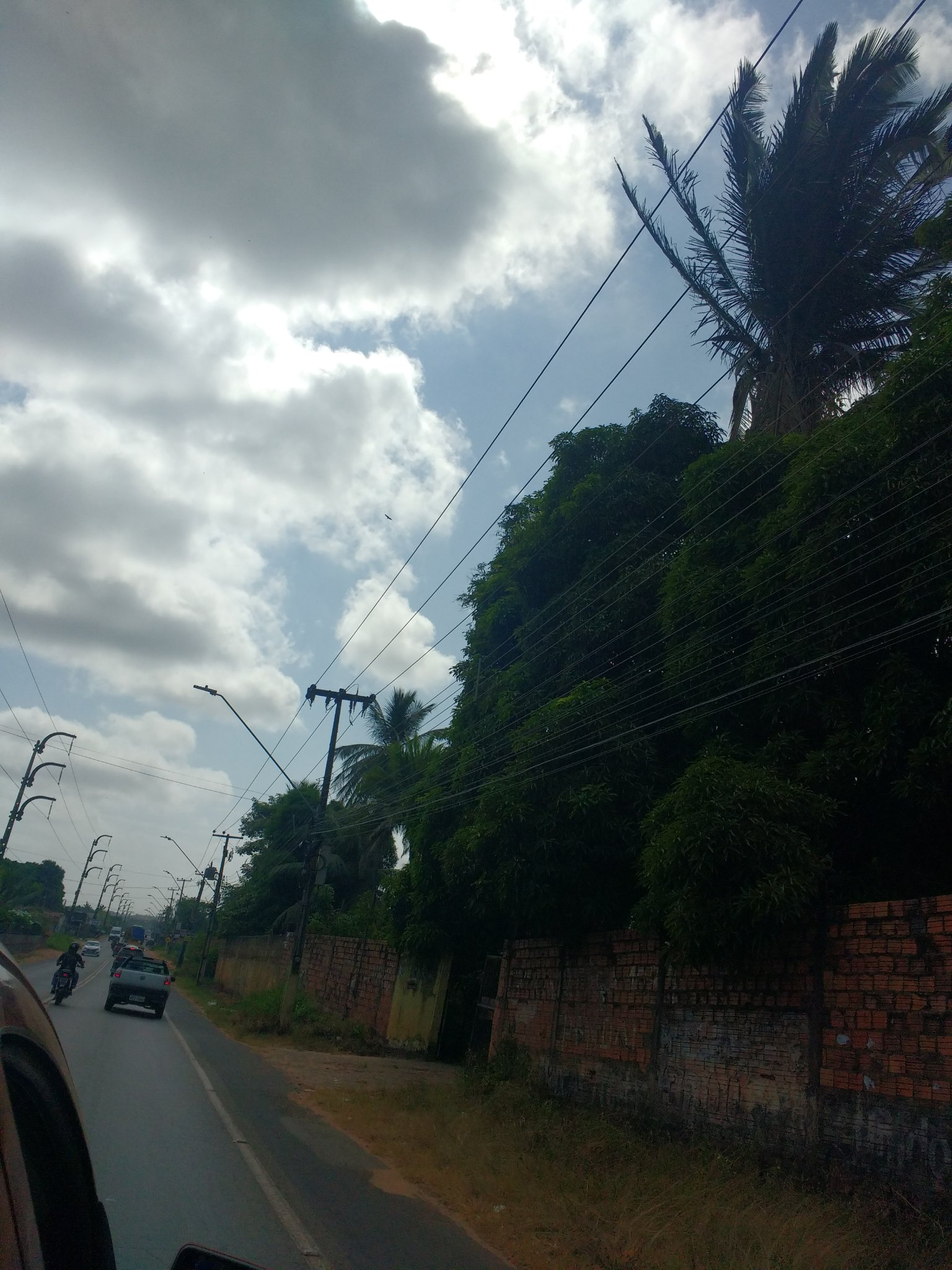
Estrada de Ribamar

Considerando a sua grande importância como interligação da região metropolitana de São Luís, o crescente fluxo de veículos, o alto número de acidentes, e a expansão da área urbana no seu entorno, a MA-201 sempre foi objeto de reivindicações quanto à sua infraestrutura deficiente, bem como pela sua ampliação.
No seu percusso, possui conexão com a Avenida Guajajaras e Avenida Jerônimo de Albuquerque, em São Luís. Neste trecho, considerado um ponto crítico de engarrafamentos, foi substituída a rotatória da Forquilha por um cruzamento, em 2017, com o objetivo de dar maior fluidez ao trânsito. 
A MA-201 também se conecta com a MA-202 (Estrada da Maioba), na região conhecida como Forquilhinha. Neste ponto, também havia uma rotatória, que foi eliminada, sendo utilizadas as vias transversais pelos veículos.
Foi construída também a Ponte da Juçara (2017), que interliga a Estrada de Ribamar com a Estrada da Maioba, com 15 metros de extensão, dando acesso ao bairro do Cohatrac e adjacências. A Ponte Verde, construída sobre o rio Paciência, com 220 metros de extensão, serve de ligação entre as Estradas da Maioba e de Ribamar, próximo ao shopping Pátio Norte. A obra reduziu em 6 km a distância entre o Maiobão e o Cohatrac, e tinha previsão de entrega para o segundo semestre de 2018, sendo inaugurada em setembro de 2020.